# Alphonse Bouton
Pour les articles homonymes, voir Bouton.
Alphonse Bouton, né le 15 avril 1908 à Sanssat et mort le 27 avril 1989 dans le 7e arrondissement de Paris, est un rameur d'aviron français.

## Carrière
Alphonse Bouton remporte la médaille d'argent en deux barré aux Championnats d'Europe d'aviron 1934 à Lucerne et la médaille de bronze en huit aux Championnats d'Europe d'aviron 1935 à Berlin.
Il est demi-finaliste en huit aux Jeux olympiques d'été de 1936 à Berlin et éliminé au premier tour en huit aux Jeux olympiques d'été de 1948 à Londres.